# Gold (Spandau Ballet)
Gold è un singolo degli Spandau Ballet, pubblicato dalla Chrysalis nel 1983, estratto dall'album True.
È il secondo singolo di maggior successo degli Spandau Ballet, dopo il precedente True, avendo raggiunto la posizione #2 nella Official Singles Chart e la #29 nella Billboard Hot 100.
Il brano è stato usato nelle colonne sonore del film Harry Brown, delle serie televisive Black Books, Skins, e Tutti pazzi per amore, e del videogioco Grand Theft Auto: Vice City. Nel 2024 è stata anche usata come colonna sonora nella campagna pubblicitaria della Mitsubishi Colt.
È stato poi ri-inciso in versione semiacustica sempre dagli Spandau Ballet per il loro album Once More del 2009.

## Tracce
Disco in vinile (7")
Testi e musiche di Gary Kemp.
1. Gold – 3:54
2. Gold – 2:40 – (strumentale)

### Maxi singolo
Lato A
1. Gold – 7:12 (Gary Kemp) – (versione estesa)

Lato B
1. Foundation – 3:54 (Gary Kemp) – (live)

## Classifiche
| Classifica (1983/84)             | Posizione massima |
| -------------------------------- | ----------------- |
| Australia                        | 9                 |
| Belgio (Fiandre)                 | 3                 |
| Canada                           | 12                |
| Germania                         | 16                |
| Irlanda                          | 4                 |
| Nuova Zelanda                    | 8                 |
| Paesi Bassi                      | 3                 |
| Regno Unito                      | 2                 |
| Spagna                           | 4                 |
| Stati Uniti                      | 29                |
| Stati Uniti (adult contemporary) | 17                |